# Palais Frizzoni
Le Palais Frizzoni est un palais néoclassique de Bergame, qui abrite le siège de la mairie de la ville. Construit entre 1836 et 1841 comme maison pour la riche famille Frizzoni, le palais est situé dans la Ville Basse de Bergame, et fut hérité en 1927 par la municipalité, Enrico Frizzoni destinant le bâtiment comme siège de la municipalité dans son testament.
Les travaux d'adaptation du bâtiment se poursuivirent dans les années 1930 et en 1942, Giancarlo Eynard se vit confier la construction de la Salle du Conseil, encore vide. Les peintures ont été réalisées en 1950 par l'artiste avec ses élèves et le 26 juillet 1950 la salle a été inaugurée.

## Galerie

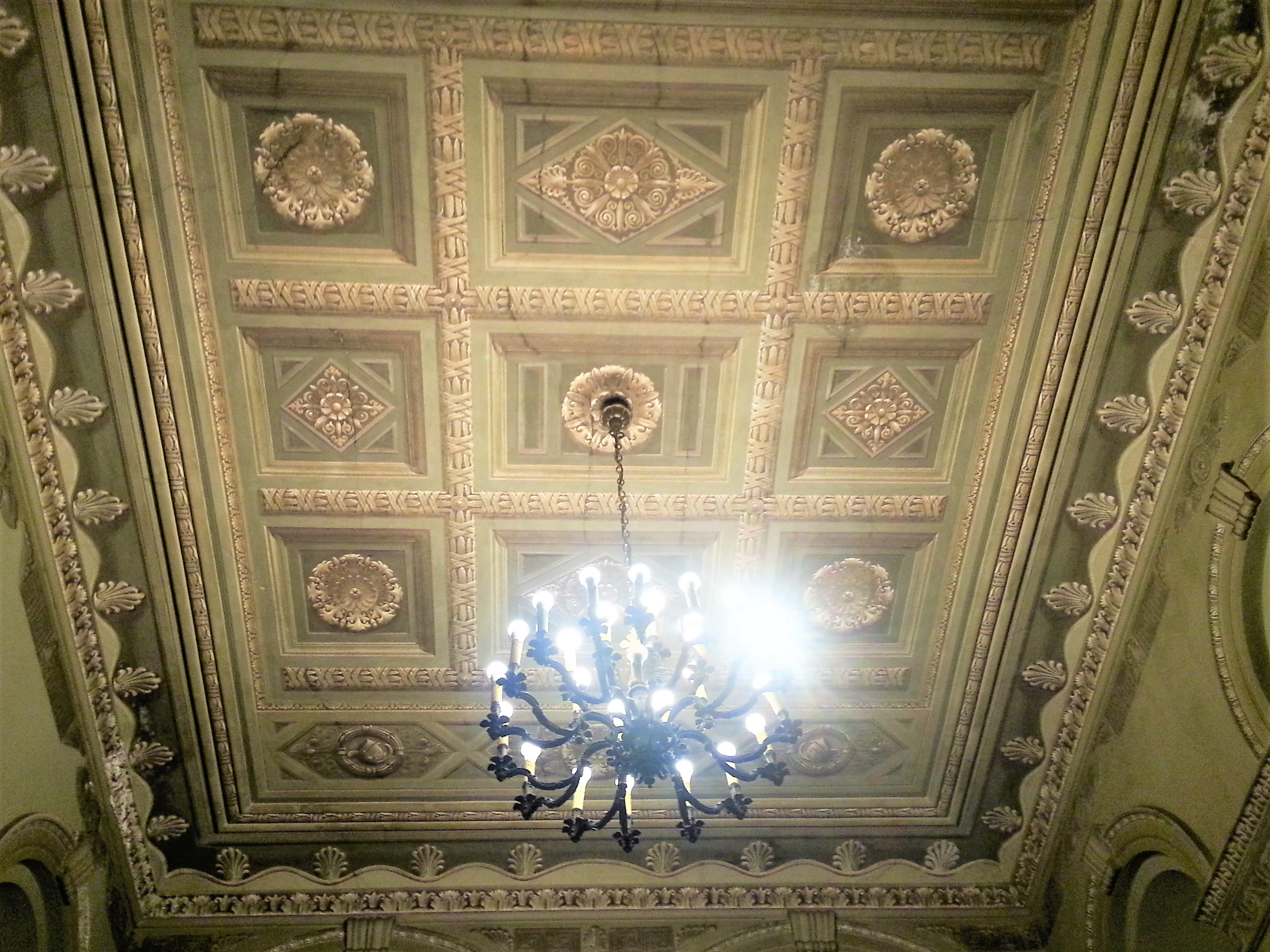
Plafond
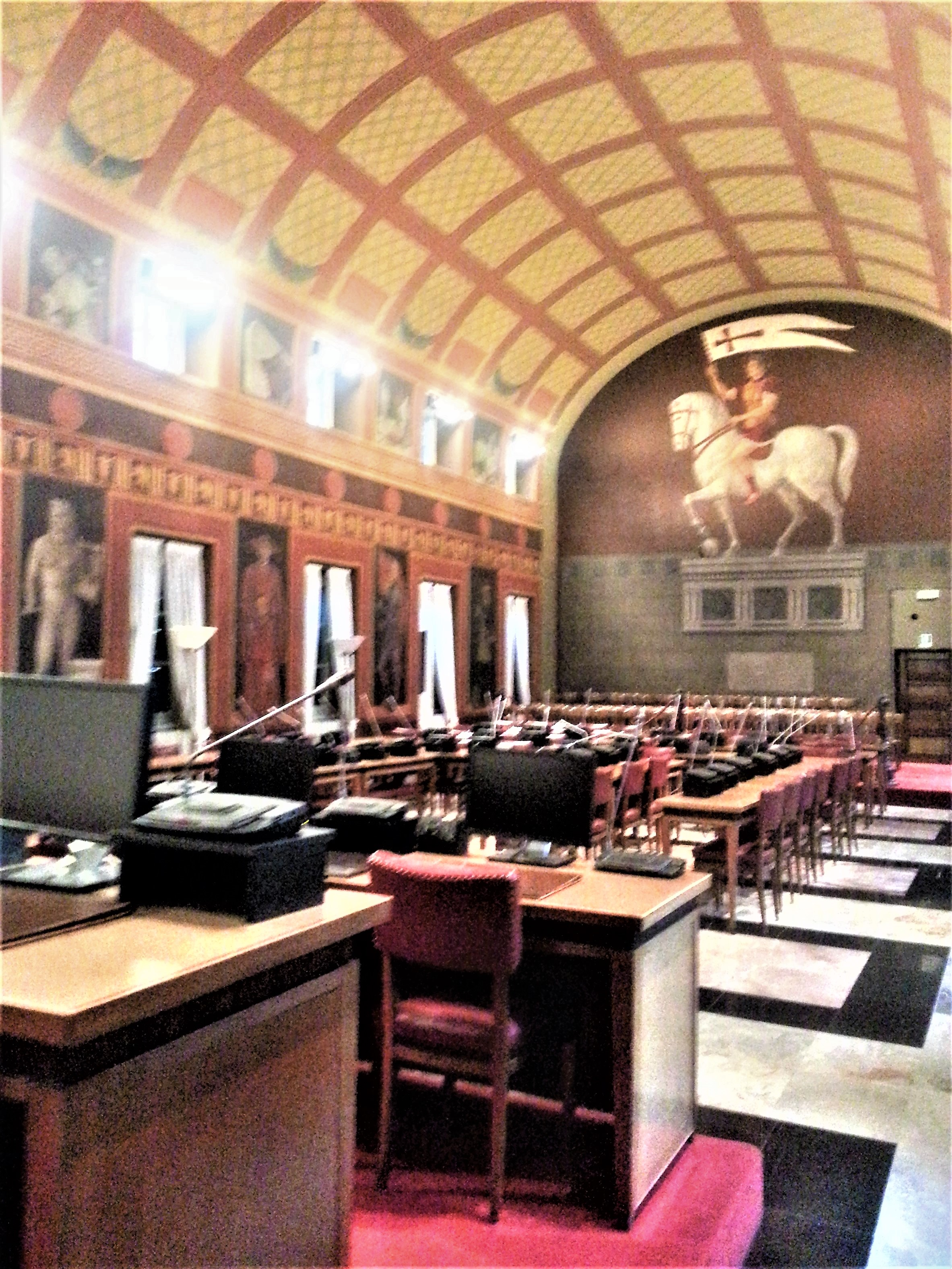
Salle du Conseil
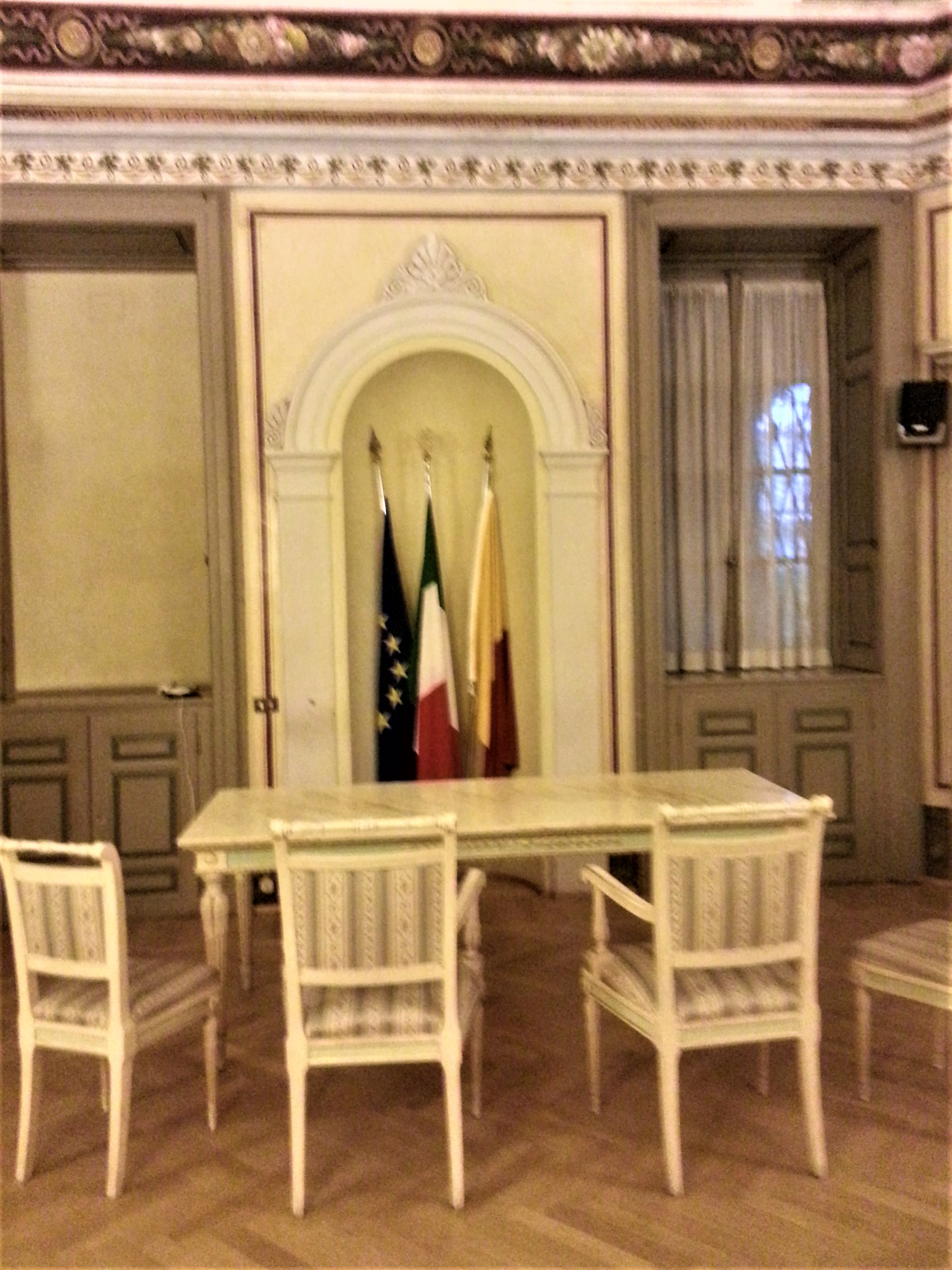
Salle de la Chasse
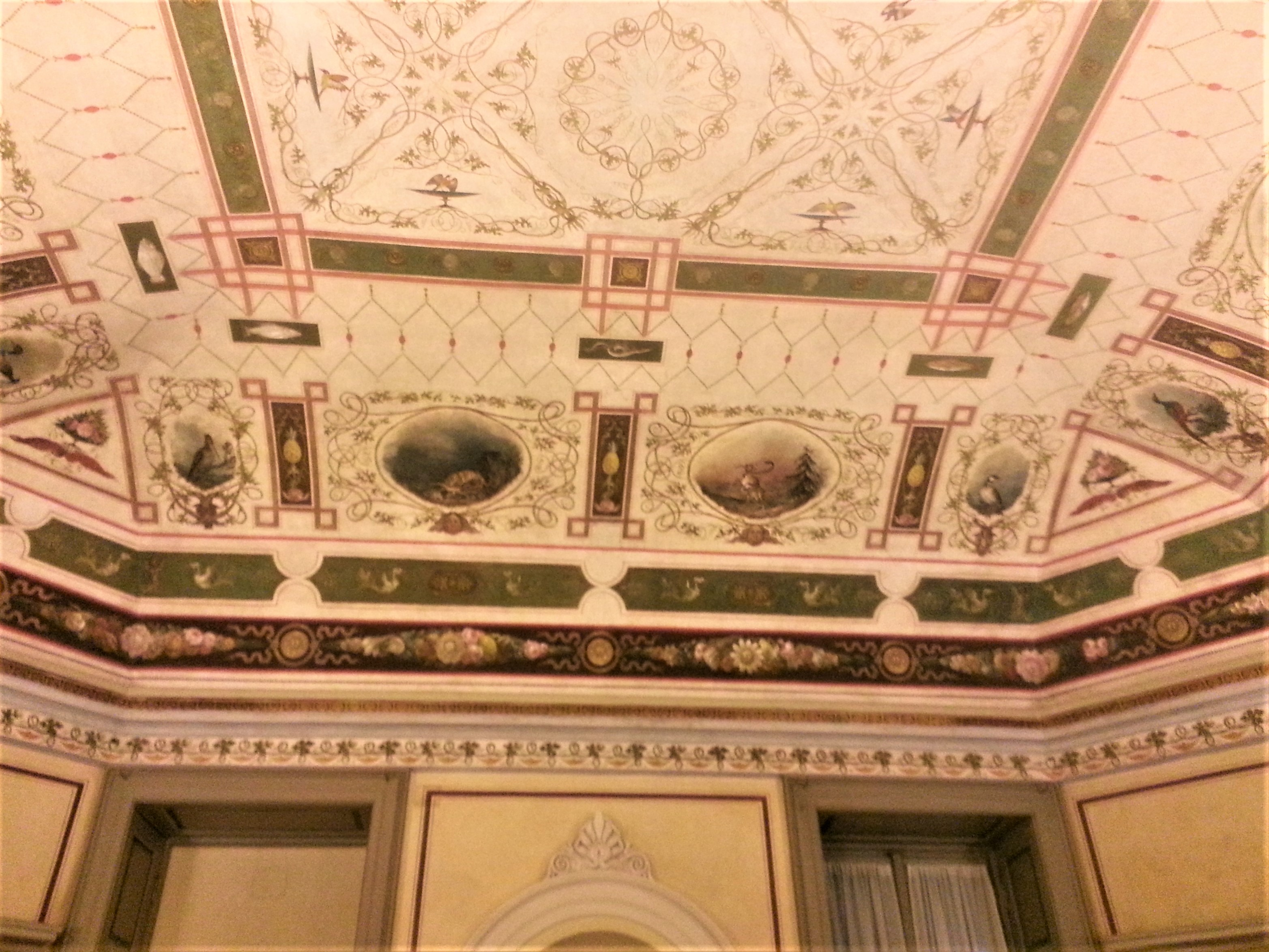
Plafond de la Salle de la Chasse
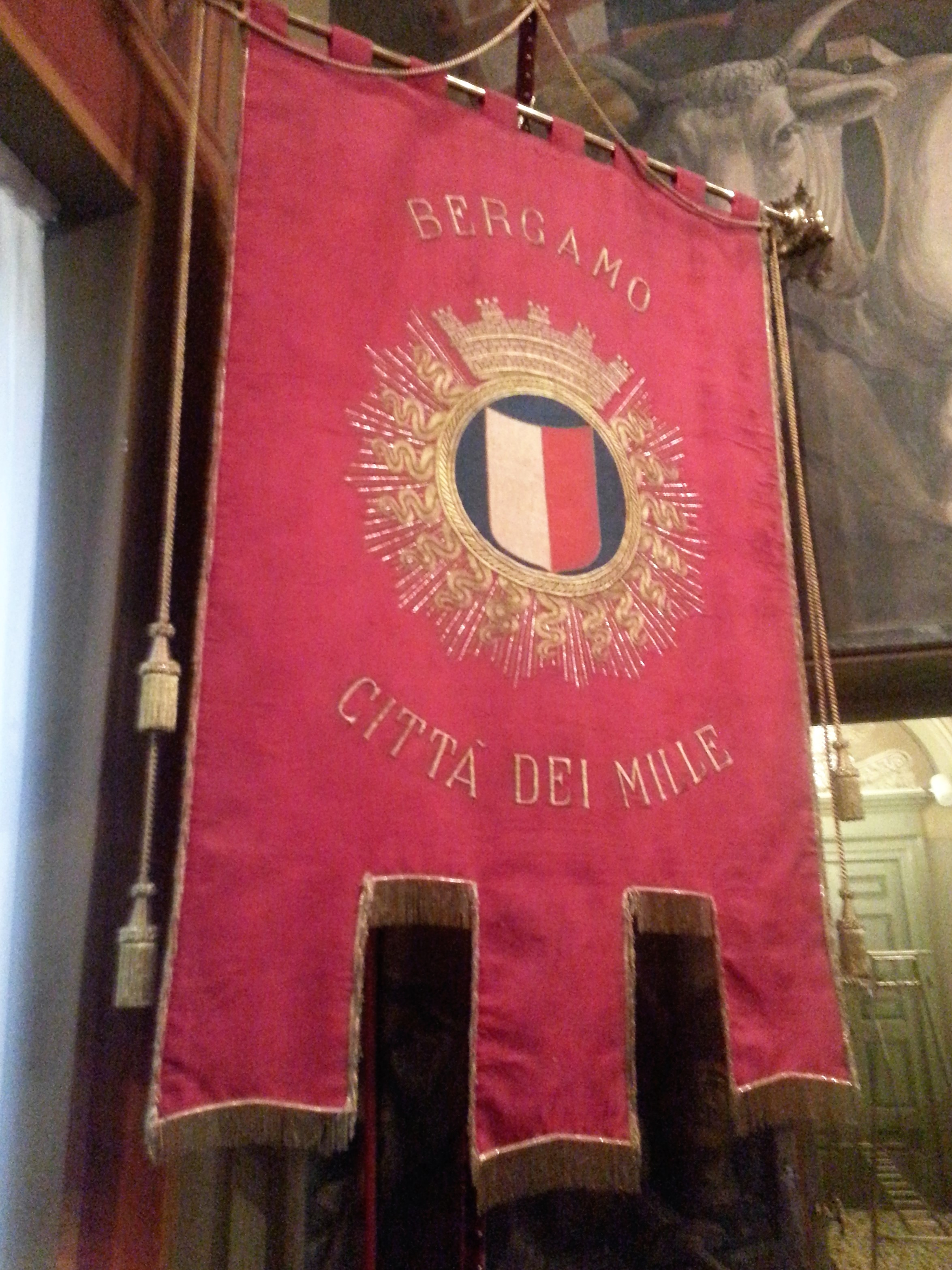
Bannière dans la salle du Conseil